# Andrea Baldini
Andrea Baldini (Livorno, 19 december 1985) is een Italiaanse schermer. Zijn specialiteit is de floret.
In 2006 won hij een zilveren medaille op het WK schermen, nadat hij de finale van Peter Joppich had verloren met een score van 15-14. Een jaar later herhaalde hij deze prestatie en verloor ditmaal de finale van Joppich met 15-9.
Op 1 augustus 2008 werd bekendgemaakt dat Baldini bij een dopingtest positief getest zou zijn. Het zou gaan om het verboden middel Furosemide.  Hij werd door het Italiaanse olympisch comité geschorst waardoor hij niet mocht uitkomen op de Olympische Zomerspelen 2008 in Peking. 
Op 3 oktober 2009 werd hij wereldkampioen bij het schermen door in de kwartfinale Andrea Cassarà te verslaan met 15-14, in de halve finale Artem Sedov te verslaan met 15-6 en in de finale Zhu Jun te verslaan met een score van 15-11. Op het podium toonde hij een Italiaanse vlag met Bob Dylans tekst The Hurricane erop geschreven.
In juli 2010 won hij een gouden medaille bij de Europese kampioenschappen schermen in Leipzig.
1904: Fonst, Díaz, Van Zo Post ·
1920: Baldi, Costantino, A. Nadi, N. Nadi, Olivier, Puliti, Speciale, Terlizzi ·
1924: Cattiau, Coutrot, de Luget, Ducret, Gaudin, Jobier, Labatut, Perotaux ·
1928: Chiavacci, Gaudini, Guaragna, Pessina, Pignotti, Puliti ·
1932: Bondoux, Bougnol, Cattiau, Gardère, Lemoine, Piot ·
1936: Bocchino, Di Rosa, Gaudini, Guaragna, Marzi, Verratti ·
1948: Bonin, Bougnol, de Buhan, Lataste, d'Oriola, Rommel ·
1952: de Buhan, Lataste, Netter, Noël, d'Oriola, Rommel ·
1956: Bergamini, Carpaneda, Di Rosa, Lucarelli, Mangiarotti, Spallino ·
1960: Midler, Roedov, Sissikin, Svesjnikov, Zjdanovitsj ·
1964: Midler, Sissikin, Sjarov, Svesjnikov, Zjdanovitsj ·
1968: Berolatti, Dimont, Magnan, Noël, Revenu ·
1972: Dąbrowski, Godel, Kaczmarek, Koziejowski, Woyda ·
1976: Bach, Behr, Hein, Reichert, Sens-Gorius ·
1980: Bonin, Boscherie, Flament, Jolyot, Pietruszka ·
1984: Borella, Cerioni, Cipressa, Numa, Scuri ·
1988: Aptsiaoeri, Ibragimov, Koretsky, Mamedov, Romankov ·
1992: Koch, Schreck, Wagner, Weidner, Weißenborn ·
1996: Mamedov, Pavlovitsj, Sjevtsjenko ·
2000: Ferrari, Guyart, Lhotellier, Plumenail ·
2004: Cassarà, Sanzo, Vanni, Zennaro ·
2012: Valerio Aspromonte, Avola, Baldini, Cassarà ·
2016: Achmatchoezin, Safin, Tsjeremisinov ·
2020: Le Péchoux, Lefort, Mertine, Pauty ·
2024: Iimura, Matsuyama, Shikine, Nagano